# 금당팔경

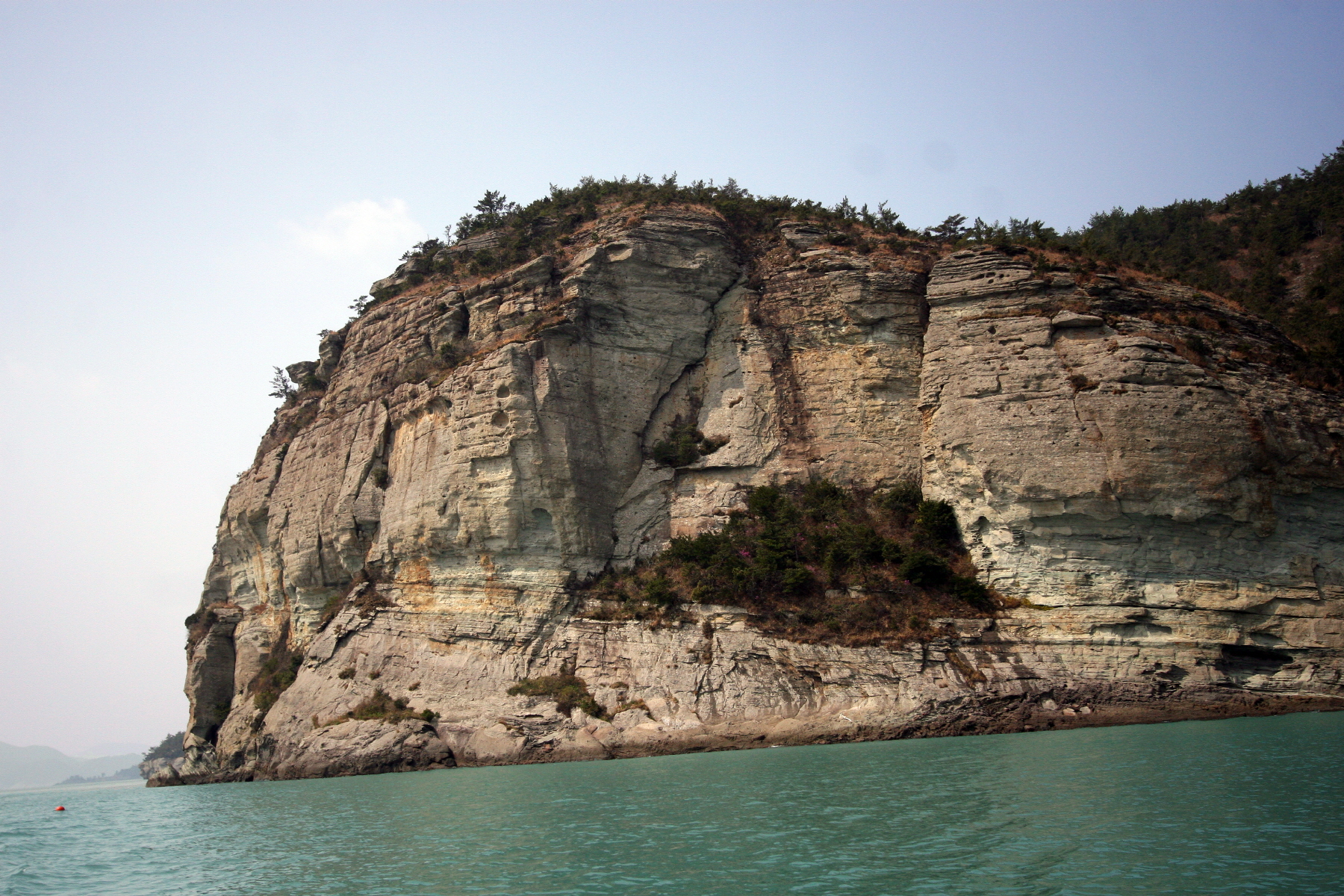
금당적벽

금당팔경(金塘八景)은 전라남도 완도군 금당면의 주도(主島)인 금당도(金塘島) 해안에 형성되어 있는 기암 절벽의 비경(祕景)이다. 금당도의 해안은 해변의 암석 중 암맥이 약한 부분이 깎여 바닷가 동굴을 이루고 있는데 완도 해안의 대표적인 경관이다.

## 개요

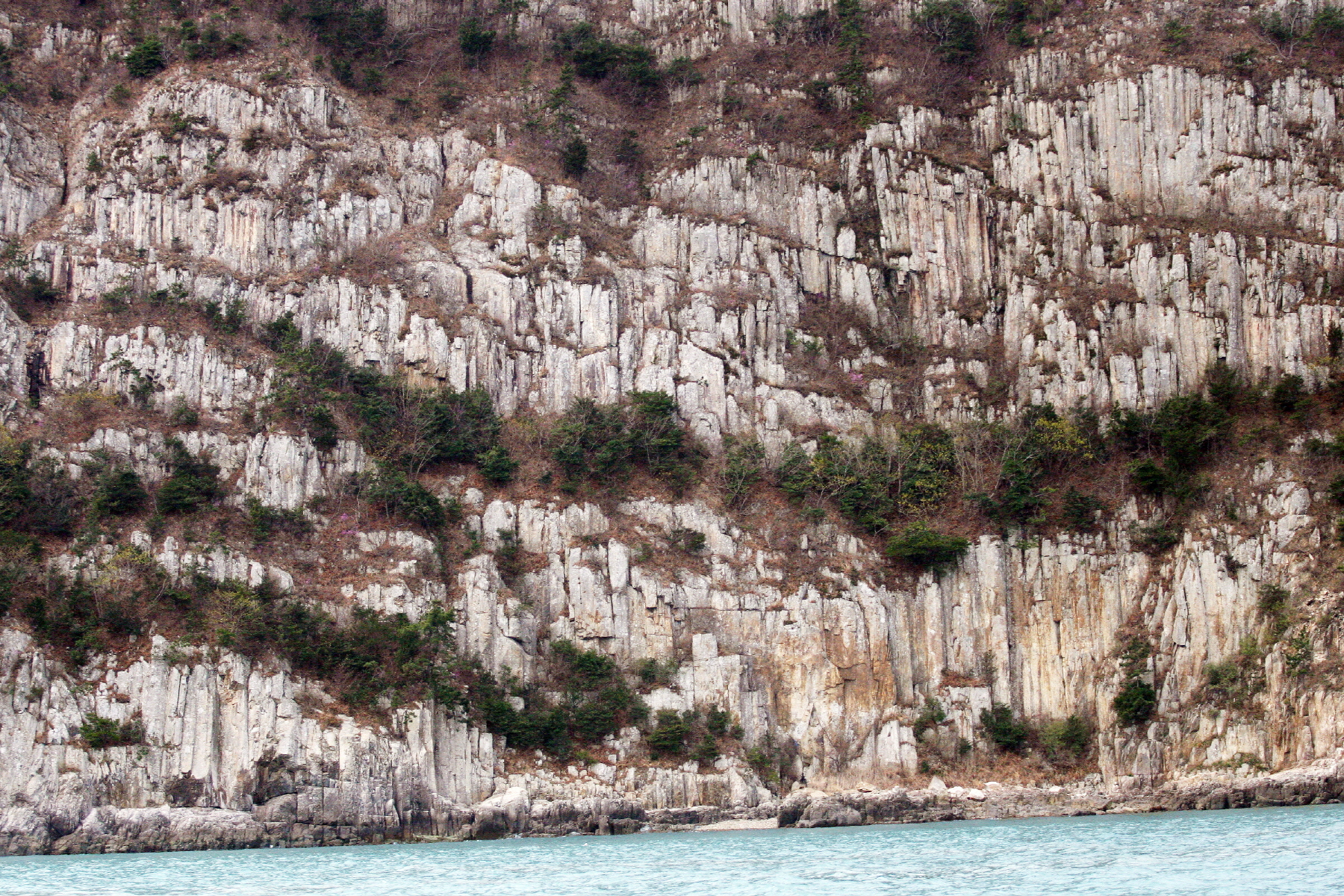
병풍바위

금당팔경(金塘八景)은 금당도(金塘島)의 37km의 해안선을 따라 펼쳐지는 기암괴석으로 수만년간 파도와 풍우(風雨)로 인하여 신비로운 형상을 지니고 있다. 해금강과 비교되기도하는 금당도는 섬 전체가 깎아지는 듯한 기암괴석과 모진 비바람을 견디어낸 해송(黑松)들이 보는이의 탄성을 자아내게 한다. 금당팔경은 억겁의 시간과 세월이 빚어놓은 신비로운 자연풍광이다.

### 병풍바위
금당면 육동리에 있는 해안절벽으로 화산암의 주상절리이다. 큰 병풍바위와 작은 병풍바위가 이웃하고 있는 형상을 하고 있다.

### 부채바위
금당면 육동리에 있는 해안절벽으로 단면의 형태가 육각형을 이루는 화산암 주상절리이다. 부채살을 활짝 펼쳐놓은 듯한 형상을 하고 있어 부채바위라 부른다.

### 스님바위
금당면 울포리에 있는 바위로 둥글고 반질반질하여 마치 스님 머리를 닮았다하여 붙여진 이름이다.

### 교암청풍
금당면 세포리에 있는 해안절벽으로 끊이지 않는 시원한 바람과 시루떡처럼 늘어선 해상절경을 자랑한다.

### 연산호 군락지
금당도에 딸린 무인도인 소화도(小花島) 주변 해역에서 대규모 연산호군락지가 발견되어 2012년 11월 30일 국토교통부에서 연산호군락의 수중경관 및 학술적 가치를 체계적으로 보전 · 관리하기 위하여 소화도 주변 해역 0.81km2를 해양보호구역으로 지정하였다.

### 초가바위
금당도에 딸린 무인도인 중화도(中花島)에 있는 낮은 해안절벽이다. 둥근 초가지붕을 얹고 있는 듯한 형상을 하고 있어 초가바위 또는 집바위라고 부른다.

### 코끼리바위
금당도에 딸린 무인도인 대화도(大花島)에 있는 해안절벽으로 절벽의 기암이 코끼리가 코를 길게 늘어뜨리고 있는 형상을 하고 있다.

### 남근바위
금당도에 딸린 무인도인 대화도(大花島)에 있는 코끼리바위 바로 옆에 위치하며 남근 형상을 한 바위가 높이 솟아있다.

## 같이 보기
- 관동팔경
- 단양팔경